# The Tiger Man
The Tiger Man è un film muto del 1918 prodotto, interpretato e diretto da William S. Hart.

## Produzione
Il film fu prodotto dalla William S. Hart Productions con il titolo di lavorazione Bad Burr Bannister.

## Distribuzione
Il copyright del film, richiesto dalla William S. Hart Productions, Inc., fu registrato il 1º aprile 1918 con il numero LP12268.
Distribuito dalla Artcraft Pictures Corporation e dalla Famous Players-Lasky Corporation, il film uscì nelle sale cinematografiche degli Stati Uniti 1º aprile 1918.
Copia della pellicola viene conservata negli archivi del Museum of Modern Art.